# 非電化
1. 電気を用いないこと。発明家の藤村靖之が提唱する「非電化製品プロジェクト」や「非電化生活」など。アーミッシュ#生活等も参照。
2. 電化されていない鉄道路線、非電化路線のこと。本項で記述する。

非電化路線（ひでんかろせん、英語: non-electrified railway line）は、その路線を走行する列車の動力に電気を用いない、すなわち電化されていない鉄道路線のことである。

## 使用動力
非電化路線の鉄道車両の動力としては、黎明期には馬や人力も使われた例があるが、初期の段階では蒸気機関が中心であった。20世紀半ば以降、非電化区間ではおもに内燃機関を用いた内燃機関車、気動車が使用されている。機関効率や安全性においてディーゼルエンジンが最も有利とされ、多く採用されている。ほかにガソリンエンジンやガスタービンエンジンを使用した例もある。将来に向けては、ハイブリッド気動車・蓄電池電車・燃料電池動車の導入（日本の電気式気動車#電気式への回帰とその趨勢（ハイブリッド気動車・新世代の電気式気動車）も参照）やバイオディーゼルの実用化検討（いすみ鉄道・北条鉄道）などの取り組みが進められている。

## 非電化の理由
鉄道は電化した方が使用エネルギーの効率が上がり、列車の高速化も内燃機関を使用した場合よりはるかに容易である。しかし、電化には設備の建設や維持に大きな投資が必要になるほか、さまざまな条件の制約を受けることもあり、非電化のままとなっている例もある。
一般的に輸送量が多い区間ほど電化した方が運行費が安価となるが、石油燃料を安価に供給できているうえに列車本数が少ない国や、経済力に比べて電気の製造コストが高い国、鉄道に十分な投資が難しい一部の発展途上国などでは、幹線でもまったく電化されていない国も多い。発展途上国では、乗客の多い人口密集地においても無賃乗車を目論む者が列車の屋根に登って感電事故を起こすリスク、電化に必要な大規模電気設備の維持にまつわる技術的な問題、治安状況が悪い場合には電気設備や架線が盗難に遭うリスクやそれによる余計なコストの発生なども、総合的に考慮する必要がある。
逆に、スイスなど電力を安価に供給可能な国では、列車本数の少ない区間でも大半を電化している。

### 需要の低さ（費用対効果）から非電化となっている例
最も一般的な例である。電化を行うには路線への投資額が多くなるため、ある程度の需要が継続的に見込まれる都市周辺以外では、非電化のままとなっている路線が少なくない。
北海道旅客鉄道（JR北海道）が代表的な事例である。人口密度の希薄な地域が多いことから駅間距離が長く、輸送密度が低い。また、北海道の場合は機器や架線の雪や寒さによる故障も頻繁に起こりやすい。その結果、たとえその区間の需要が高くても、電化に関わる投資額や維持・修理のためのコストが高くなる割に、鉄道電化のメリットを発揮しにくいことが挙げられる。
高山本線や宗谷本線などは当初は電化する予定であったものの、その時期が国鉄末期の財政難も重なり、電化を断念し、両者とも非電化のまま特急を通過させるための高速化改良に移行した。

### 物理的理由（断面の小さいトンネル）から非電化となっている例
途中区間の既存のトンネルが電化を前提に設計されておらず、断面が小さく架線を張ることが困難であるという理由で、非電化となっている路線もある。
四国旅客鉄道（JR四国）が代表的な事例である。土讃線のうち、多度津駅 - 琴平駅間は電化されているが、琴平駅 - 窪川駅間は電化されていない。また、高徳線に至っては起点の高松市内に小断面のトンネルが存在することから、香川県内だけの電化すらできず全線非電化のままである。

### 軍事的事情から非電化となっている例
戦争状態に陥った場合、自国土の発電所や変電所・送電線などは敵国にとっての攻撃・破壊の上位対象となってくる。電化済みの鉄道の場合、これらが武力攻撃で破壊されて電力供給が絶たれるうえ、停電すると電気車両の運行は不可能となる。このため、軍事的な理由（変電所への攻撃を避けるなど）で大部分の路線が非電化のところもある。
また、弾丸列車計画は同様の理由で東京駅 - 静岡駅間は長大な新丹那トンネルを有することから電化が計画され、それ以外の区間は、非電化で計画されたが、第二次世界大戦後以降に建設されている新幹線は、電車（交流25,000ボルト）による運行である。
なお、非電化であっても信号やCTC、踏切などの設備は電力を得て動作しており、停電すれば運行できなくなる可能性がある。戦争ではないが、東北地方太平洋沖地震（東日本大震災）に伴う計画停電の際には、関東地方の非電化路線においても運休や減便といった影響が発生した。

### その他の例
茨城県筑波山付近の石岡市柿岡にある気象庁地磁気観測所の周辺地域は、直流電化を行うと直流の電流が磁場を発生させる現象（ビオ・サバールの法則）により測定が正確にできなくなり、一方で交流電化を行うと、電化工事は直流に比べて低コストだが交流型電車の増備が高コストとなる。そのため、この地域を通る鉄道のうち、交流電化に伴う費用の捻出の難しい関東鉄道は非電化となっている。かつて、磁気を発生させない直直デッドセクション方式による直流電化実験が行われたことがあったが、やはりコスト面から直流電化も断念している。戦前には水戸電気鉄道線がこの影響で電化を行えずに当初の計画の挫折に追い込まれ、後に廃線となった例もある。
東日本旅客鉄道（JR東日本）の仙石東北ラインは直流電化の仙石線と交流電化の東北本線を結んでいるが、塩釜駅 - 高城町駅間の立地上デッドセクションが設置できないことから連絡線は非電化となっており、直通列車はJR東日本HB-E210系気動車で運行されている。
平成時代に新規開業した路線はほとんどが電化路線として開業しているが、日本鉄道建設公団建設線を開業した第三セクター鉄道は、電車によるJRからの特急列車「はくたか」が乗り入れるために電化された北越急行ほくほく線以外は、ほとんどが非電化となっている。特に井原鉄道井原線は、両端で接続する西日本旅客鉄道（JR西日本）の伯備線と福塩線が井原線開業時の1999年（平成11年）時点で電化されていたにもかかわらず、非電化で開業している。

## 電化の廃止
鉄道の需要が少なくなると、採算性改善の可能性を求めて、鉄道の運行事業者が電化の廃止を選択する場合がある。これは、変電所や架線などの電化設備の維持コストと気動車の運用コストを比較した場合に、電化を廃止したほうがコストを削減できると判断されたためである。池田鉄道や羽後交通雄勝線、玉野市営電気鉄道、名鉄三河線の一部と八百津線、くりはら田園鉄道線、九州旅客鉄道（JR九州）長崎本線などがその例であるが、それでも採算が取れずに廃線に至った路線も少なくない。
また、電化設備は維持したままでも、主に普通列車の運行コストを削減するため、電気車を気動車などに置き換える例もある（会津鉄道会津線、肥薩おれんじ鉄道線、えちごトキめき鉄道日本海ひすいラインなど）。これは、JRでも主に県境を跨ぐ区間や路線末端の閑散区間、交流・直流電化の接続区間で顕著に見られるほか、電化に際して高価な電車の新製コストを抑えるため、電化以前から使用されていた車両をそのまま使い続ける例も見られる。
戦前の日本の私鉄の中には、阿波電気軌道や善光寺白馬電鉄のように将来の電化を構想し、非電化のまま「電気鉄道（軌道）」や「電鉄」を社名に冠した例もあったが、その多くは実際の電化を果たせないまま、廃止や改名に追い込まれている。また、非電化私鉄が既存の電化私鉄に合併された結果、電気鉄道会社に所属する非電化路線となった例もある。